# Afzal Khan Sukral·là al-Xirazi
Afdal o Afzal Khan Sukral·là al-Xirazi (1570-1639) fou un alt càrrec mogol del segle xvii.
Nadiu de Siraz, on era mul·là, i fill d'un escrivà de la cort mogol de l'Índia de nom Qasem. Fou deixeble de Shah Taki al-Din Muhammad al-Shirazi; després de completar els seus estudis va anar al camp reial a Qazwin on va obtenir el patronatge del noble Farhad Khan Karamanlu llavors íntim del xa Abbas I el Gran; Farhad va caure en desgràcia i fou executat i Sukrallah que era a Herat va anar llavors a Hamadan on va residir uns anys al servei de Mirza Ibrahim Husayni al-Hamadani.
Vers el 1608 va anar a l'Índia i a Burhanpur va obtenir la protecció del noble Abd al-Rahim Khan-i Khanan (1556-1627) i tres anys després fou nomenat secretari del príncep Kurram (després Shah Djahan), el servei del qual ja no va deixar. El 1615 va rebre el títol d'Afdal Khan o Afzal Khan per les seves gestions diplomàtiques durant el conflicte amb el rana d'Udaipur. Va arribar a primer ministre (divan-e koll) de l'emperador mogol Shah Djahan (1826-1658) des del 1629 i en la seva carrera administrativa va obtenir el grau de cap de set mil, el més alt concedit de Shah Djahan (el mateix que havia donat al seu sogre Asaf Khan).
Fou patró de poetes i autors. El seu germà Amanat Khan va dissenyar la cal·ligrafia al Taj Mahal.
Va morir de malaltia a Lahore el 17 de gener de 1639 amb 70 anys i fou enterrat a Agra.